# Drosophila linearepleta
Drosophila linearepleta är en tvåvingeart som beskrevs av Patterson och Wheeler 1942. Drosophila linearepleta ingår i släktet Drosophila och familjen daggflugor.
Artens utbredningsområde är Guatemala och Mexiko.